# Кристијан Форсберг
Кристијан Форсберг (норв. Kristian Forsberg — Осло, 5. мај 1986) професионални је норвешки хокејаш на леду који игра у нападу на позицијама крила и центра.
Члан је сениорске репрезентације Норвешке за коју је на међународној сцени дебитовао на светском првенству 2007. године. У два наврата учествовао је на олимпијским играма као члан норвешког олимпијског тима, на ЗОИ 2010. у Ванкуверу и ЗОИ 2014. у Сочију.
Четвороструки је првак Норвешке, а од 2014. године игра за норвешки Ставангер. 